# Bessunger Straße 87
Das Haus Bessunger Straße 87 ist ein denkmalgeschütztes Fachwerkhaus.
Es steht im Stadtteil Bessungen der südhessischen Großstadt Darmstadt.

## Architektur und Geschichte
Der zweigeschossige, traufständige verputzte Fachwerkbau wurde im 19. Jahrhundert erbaut.
Das Haus besitzt zur Straßenseite hin ein massives Erdgeschoss. 
Der Rest des Bauwerks besteht aus einem konstruktiven Fachwerk.
Um das Jahr 1900 wurde die Straßenfassade überformt.
Das Gebäude besitzt jetzt eine historisierende Putzornamentik mit lisenenartiger Eckbetonung, mit dekorativen Schmuckgesimsbändern und einem rustifizierten Sockel.
Das Haus besitzt ein ziegelgedecktes Walmdach mit Dachgauben.
Im Obergeschoss und in den Dachgauben gibt es Sprossenfenster.

## Denkmalschutz
Das Wohnhaus ist als Teil der dörflichen Bebauung im Ortskern von Bessungen von städtebaulicher Bedeutung.
Aus architektonischen, baukünstlerischen und stadtgeschichtlichen Gründen hat das Fachwerkhaus den Status eines Baudenkmals nach dem hessischen Denkmalschutzgesetz.